# (385458) 2003 SP317
(385458) 2003 SP317, também escrito como (385458) 2003 SP317, é um objeto transnetuniano que está localizado no cinturão de Kuiper, uma região do Sistema Solar. Este objeto é classificado com um cubewano. Ele possui uma magnitude absoluta de 6,6 e tem um diâmetro estimado com cerca de 211 km. O astrônomo Mike Brown lista este objeto em sua página na internet como um candidato a possível planeta anão.

## Descoberta
(385458) 2003 SP317 foi descoberto no dia 25 de setembro de 2003 em Mauna Kea.

## Órbita
A órbita de (385458) 2003 SP317 tem uma excentricidade de 0,169 e possui um semieixo maior de 45,777 UA. O seu periélio leva o mesmo a uma distância de 38,026 UA em relação ao Sol e seu afélio a 53,528 UA.